# Usher Hall

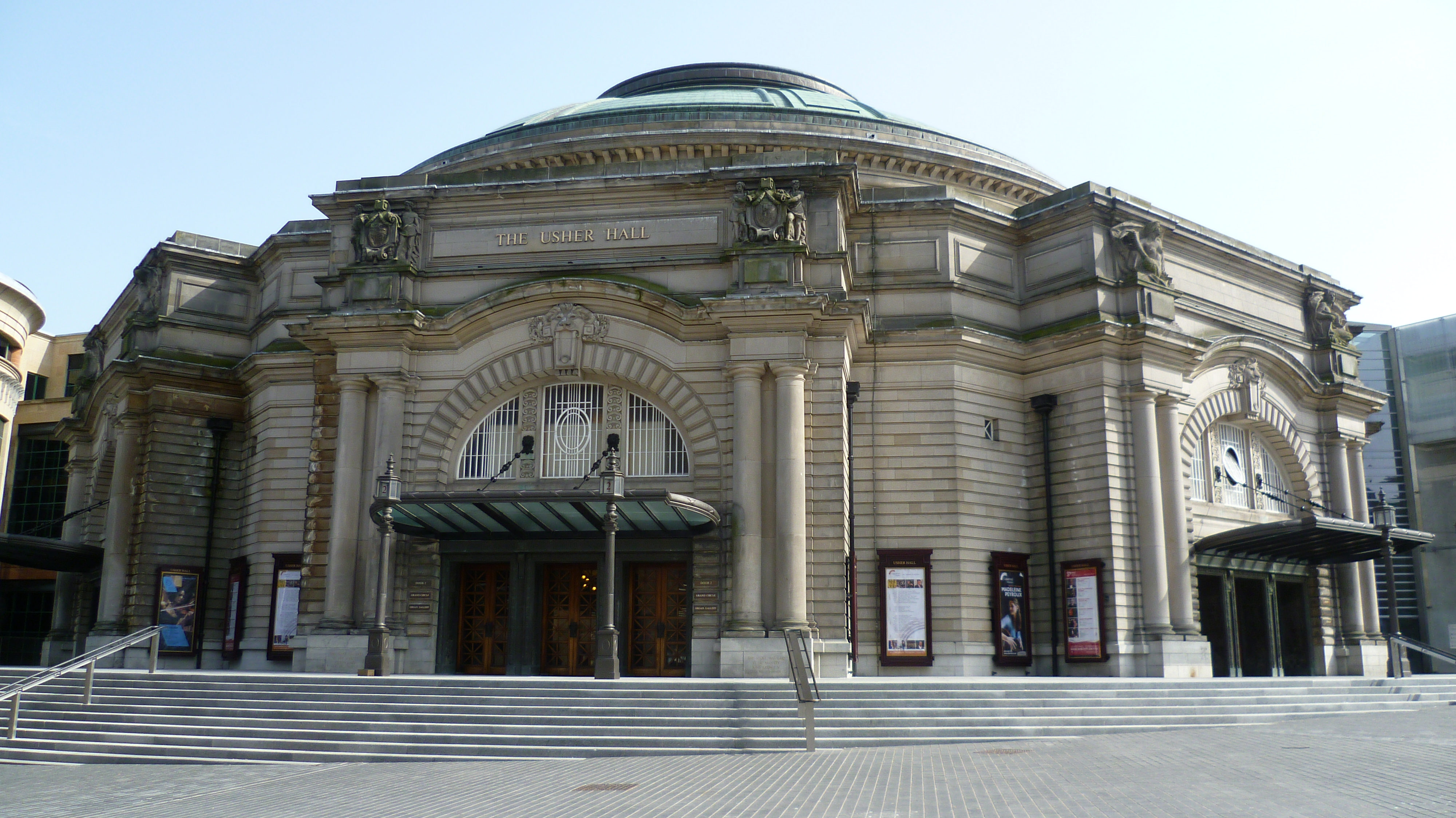
Die Usher Hall

Die Usher Hall ist eine Konzerthalle in Edinburgh.
Die Halle wurde 1914 eröffnet; Architekten waren Stockdale Harrison und Howard H. Thomson. Der Bau der Halle wurde durch eine Spende des Mäzens und Whiskyproduzenten Andrew Usher (1826–1898) möglich gemacht. Die Halle verfügt über 2200 Sitzplätze auf drei Ebenen. Über der Bühne ist eine Pfeifenorgel eingebaut. Es finden klassische Konzerte, aber auch Jazz-, Pop- und Rockkonzerte statt. 1972 fand in der Usher Hall der Eurovision Song Contest statt.